# Friedrich Grünwald
Friedrich Grünwald (geboren am 26. Juli 1906 in Frankfurt am Main; gestorben am 16. Juli 1947 in Wasach) war ein deutscher Verkehrsingenieur und Fotograf. Bekannt ist er vor allem für seine fotografische Dokumentation fast aller deutschen Straßenbahnbetriebe in den 1930er Jahren.

## Leben
Grünwald wurde in Frankfurt 1906 als Sohn eines Arztes geboren. Über seine Familie ist bekannt, dass er noch mindestens zwei Brüder hatte. Bereits während der Schulzeit entwickelte Grünwald Interesse am Verkehrswesen und unternahm Fahrradtouren zu Straßenbahnbetrieben in Städten rund um Frankfurt. Seine Eltern ermöglichtem ihm 1924 den Besuch der Eisenbahntechnischen Ausstellung in Seddin und 1925 der Deutschen Verkehrsausstellung in München. Ende der 1920er Jahre nahm Grünwald das Studium des Maschinenbaus und der Elektrotechnik an der TH Darmstadt auf. Dort kam er in Kontakt mit den Gründern des Deutschen Lokomotivbild-Archivs (DLA) um Hermann Maey und Erhard Born und engagierte sich im in Darmstadt ansässigen Verkehrs-Zentralamt der deutschen Studentenschaft. In diesem Amt kümmerte sich Grünwald besonders um günstige Reisemöglichkeiten für seine Kommilitonen, die Einrichtung gesonderter Angebote für Studenten sowie um studentische Exkursionen. Bereits während seines Studiums begann er damit, Straßenbahnbetriebe und andere Bahnen im In- und Ausland zu bereisen und fotografisch zu dokumentieren. In seiner Heimatstadt Frankfurt absolvierte er die Prüfung als Straßenbahnfahrer und konnte sich mit Sonntags- und Feriendiensten sein studentisches Budget aufbessern. Während der NS-Herrschaft war Grünwald, der dem Nationalsozialismus positiv gegenüberstand, Mitglied im NSKK, in dem er sich auch betätigte und bspw. Schulungen von HJ-Gruppen betreute.
Nach dem Abschluss als Diplom-Ingenieur begann Grünwald um 1936 seine berufliche Laufbahn bei der ÜSTRA in Hannover, wo er vor allem mit Personalschulung und Unfallverhütung befasst war. Während seiner Zeit in Hannover erkrankte er an Tuberkulose und musste wiederholt Lungenheilstätten im Engadin aufsuchen. Seine Erkrankung verhinderte auch, dass er 1939 zum Kriegsdienst eingezogen wurde. 1940 wechselte Grünwald von Hannover nach Offenbach am Main, wo er zunächst die Position als Betriebsleiter der Straßenbahn Offenbach übernahm. Während des Kriegs rückte er schließlich zum Betriebsdirektor auf und musste die Folgen des Krieges, insbesondere der Luftangriffe der Alliierten, bewältigen, die auch die Offenbacher Straßenbahn erheblich beschädigten. 1947 verstarb Grünwald an den Folgen seiner Erkrankung in der Lungenheilstätte in Wasach bei Oberstdorf.

## Fotografisches Werk
Grünwald begann bereits Anfang der 1920er Jahre mit dem Fotografieren und dokumentierte seine Besuche in anderen Städten und der diversen Verkehrsausstellungen. Unterstützt durch seine Eltern konnte er mehrfach Reisen in andere Städte unternehmen und bspw. 1928 kurz vor der Einstellung die Straßenbahn Zerbst, eine der letzten deutschen Pferdebahnen, besuchen. Für viele deutsche Straßenbahnbetriebe stellen seine rund 1000 erhaltenen Fotonegative eine wichtige dokumentarische Quelle dar, allerdings gelang es ihm nicht, alle 229 Straßenbahnbetriebe im damaligen Deutschen Reich (Stand 1928) aufzusuchen. Durch Wohnorte, Ausbildung und Berufslaufbahn bedingt sind vor allem Betriebe in Hessen und rund um Hannover von ihm gut dokumentiert worden. Anders als die meisten Fotografen des DLA erstellte Grünwald weniger Typenaufnahmen einzelner Fahrzeugserien, sondern legte vor allem Wert auf die Darstellung des Alltags im Straßenbahnbetrieb mit Fahrgästen, Personal und dem jeweiligen städtischen Hintergrund. Nachdem seine Bilder bereits in diversen Publikationen zu den jeweiligen Betrieben Verwendung fanden, erschien erstmals 1989, herausgegeben von Alfred Gottwaldt, ein Überblick über Grünwalds Werk zu den deutschen Straßenbahnbetrieben, der seitdem mehrfach neu aufgelegt wurde. Nach mehrfachen Wechseln wird die Sammlung Grünwald heute im Bildarchiv des Verbands Deutscher Verkehrs-Amateure e.V. betreut.

## Veröffentlichungen
- Hundert Jahre Nahverkehr: Zeichnungen und Verse, für Verkehrsfreunde herausgegeben von Günther Magdeburg, Tiefenbach 1947.